# Szívek és virágok
Szívek és virágok dal, melynek alcíme: egy új virágének  (angolul Hearts and Flowers alcíme: "A New Flower Song") Theodore Moses Tobani amerikai zeneszerző műve (szövegét Mary D. Brine írta), melyet 1893-ban adott ki a Carl Fischer Music zenekiadó New Yorkban.

## Története
A népszerű dalt részeiben Czibulka Alfonz "Wintermärchen" Waltzes Op. 366 (1891) művéből adoptálta a szerző. Tobani 4/4 formátumú zeneszáma a Hearts and Flowers, a New Flower Song, Op. 245 címet kapta. A dalt, mint éneket hamar elfelejtették, de a zenekari feldolgozása népszerű volt és a mai napig is közkedvelt. Tobani készített a dalból keringőre írt változatot is (Op 393), mely nem lett olyan népszerű, de 1900-ban megjelent a "Beauties Charms" című kiadványban. 
A szívek és virágok melodramatikus dallama 1911-től több feldolgozásban és ajánlásban is szerepelt. Nemcsak színházakban volt hallható, hanem filmzeneként is. Például Viola Dana amerikai színésznő ezt a dalt kérte, hogy játsszák annak érdekében, hogy még nagyobb érzelmi töltést adjon a "Show People"(1928) című némafilmben.